# 圣马丹勒博
圣马丹勒博（法語：Saint-Martin-le-Beau，法語發音：[sɛ̃ maʁtɛ̃ lə bo] ⓘ）是法国安德尔-卢瓦尔省的一个市镇，位于该省东部，属于图尔区。

## 地名
法语人名在日常人名译名以及《世界人名翻譯大辭典》、《法语姓名译名手册》等主流人名译名类书籍资料中多译作“马丁”，不过在《世界地名翻译大辞典》、《世界地名译名词典》和《法国地图册》等主流地名译名类书籍资料中多译作“马丹”。

## 地理
圣马丹勒博（47°21'21"N, 0°54'35"E）面积18.44 平方千米，位于法国中央-卢瓦尔河谷大区安德尔-卢瓦尔省，该省份为法国中西部省份，北起萨尔特省、东北接卢瓦-谢尔省，东南接安德尔省，南至维埃纳省，西临曼恩-卢瓦尔省。
与圣马丹勒博接壤的市镇（或旧市镇、城区）包括：昂布瓦斯、谢尔河畔阿泰、谢尔河畔阿宰、迪耶尔、卢瓦尔河畔吕索、卢瓦尔河畔蒙卢伊。
圣马丹勒博的时区为UTC+01:00、UTC+02:00（夏令时）。

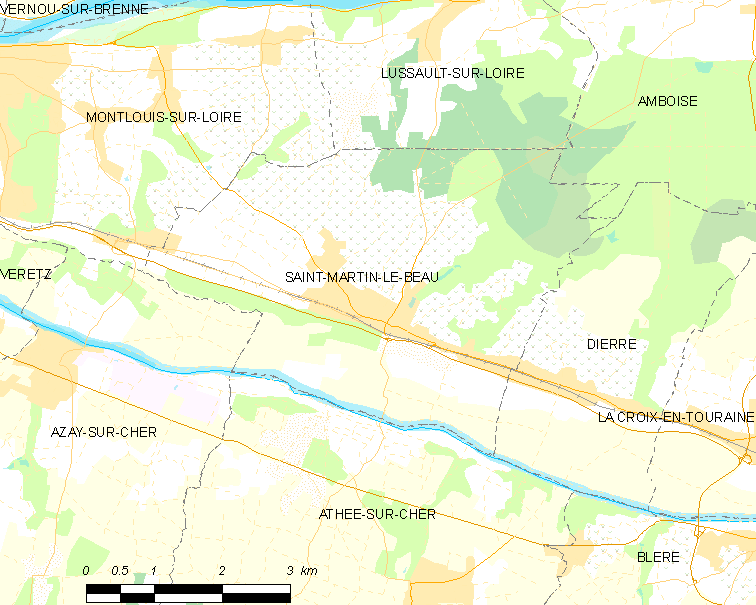
圣马丹勒博的OSM定位图

## 行政
圣马丹勒博的邮政编码为37270，INSEE市镇编码为37225。

## 政治
圣马丹勒博所属的省级选区为布莱雷县。

## 人口

1962-2008年间圣马丹勒博人口变化图示

圣马丹勒博于2022年1月1日时的人口数量为3193人。